# Badgam (stad)
Badgam (ook gespeld als Budgam) is een stad en “notified area” in het Indiase unieterritorium Jammu en Kasjmir. Het is de hoofdplaats van het gelijknamige district Badgam.

## Demografie
Volgens de Indiase volkstelling van 2001 wonen er 15.932 mensen in Badgam, waarvan 69% mannelijk en 31% vrouwelijk is. De plaats heeft een alfabetiseringsgraad van 68%.